# Walter Jonat
Walter Jonat (* 21. August 1949 in Hamburg) ist ein deutscher Gynäkologe.

## Leben und Wirken
Jonat studierte bis 1974 Medizin an der Universität Hamburg. 1976 wurde er mit einer Dissertation über den Steroidhormonmetabolismus promoviert und begann seine ärztliche Tätigkeit an der Abteilung für Anaesthesiologie und Intensivmedizin des Amalie-Sieveking-Krankenhauses in Hamburg-Volksdorf. Er wechselte jedoch bereits im selben Jahr als Assistent an die Frauenklinik des Zentralen Krankenhauses St. Jürgen-Strasse in Bremen. Dort war er bis 1986 tätig und wurde Oberarzt und kommissarischer Chefarzt. Hier baute er das erste onkologische Einsendelabor zur Hormonrezeptorbestimmung auf. Er habilitierte sich 1984 in Hamburg und wechselte 1985 als leitender Oberarzt zu Heinrich Maass nach Hamburg. 1986 wurde er auf eine C3-Professur für Gynäkologie und Geburtshilfe in Hamburg berufen. Den Ruf auf den Lehrstuhl der Universität zu Köln 1994 lehnte Jonat ab. Am 1. Oktober 1995 folgte Walter Jonat dem Ruf der Christian-Albrechts-Universität Kiel und übernahm den Lehrstuhl für Gynäkologie und Geburtshilfe und das Direktorat der Frauenklinik als Nachfolger von Kurt Semm. Weitere Rufe auf Lehrstühle der Johann Wolfgang Goethe-Universität Frankfurt am Main 1995 und der Ludwig-Maximilians-Universität München 1999 lehnte er ab.
Der Schwerpunkt Jonats wissenschaftlicher Arbeit ist die Onkologie, besonders auf dem Gebiet des Brustkrebses. Von 2006 bis 2008 war er Präsident der Deutschen Gesellschaft für Gynäkologie und Geburtshilfe. Walter Jonat ist Mitglied der Redaktionsleitung der Zeitschriften American Journal of Cancer, Archives of Gynecology and Obstetrics, Geburtshilfe und Frauenheilkunde, GynSpectrum, Journal of Pharmacology and Therapy, Labormedizin, Der Onkologe, Senologie, Gynäkologische Praxis und Breast Cancer Online.
Zum 1. April 2015 wurde er emeritiert.

## Mitgliedschaften
- American Society of Clinical Oncology (ASCO)
- American Association for Cancer Research (AACR)
- Deutsche Krebsgesellschaft
- Deutsche Krebshilfe
- Deutsche Gesellschaft für Gynäkologie und Geburtshilfe
- Deutsche Gesellschaft für Endokrinologie
- Deutsche Akademie der Naturforscher Leopoldina[2]
- Fédération Internationale de Gynécologie et d’Obstétrique (FIGO)
- German Adjuvant Breast Cancer Group (GABG)

## Schriften
Walter Jonat veröffentlichte 152 wissenschaftliche Publikationen, 653 Präsentationen und 15 Bücher.
- Untersuchungen zum In-vitro-Metabolismus des Progesteron im Uterus. Dissertation Universität Hamburg 1975
- mit Heinrich Maas (Hrsg.): Steroidhormonrezeptoren im Karzinomgewebe: methodische und klinische Aspekte von Steroidhormonrezeptoren unter besonderer Berücksichtigung des Mammakarzinoms. Enke Verlag, Stuttgart 1982, ISBN 3-432-91401-6
- Aktuelle Aspekte in der Diagnostik des Mammakarzinoms. Enke Verlag, Stuttgart 1989, ISBN 3-432-98031-0
- Hormone dependent tumors : basic research and clinical studies. Karger Verlag, Basel 1995, ISBN 3-8055-6160-1
- mit Michael Holweg: Mammakarzinom: aktuelle Diagnostik und Therapie. UNI-MED-Verlag, Bremen 2001, ISBN 3-89599-478-2
- mit Christian Andree und Thoralf Schollmeyer: Universitäts-Frauenklinik Kiel und Michaelis-Hebammenschule 1805–2005: Eine medizinhistorische Studie zum 200-jährigen Bestehen. Georg Thieme Verlag, 2005, ISBN 3-13-142031-6 (Volltext in der Google-Buchsuche).
- mit Hans Ludwig: Deutsche Gesellschaft für Gynäkologie und Geburtshilfe – Vom Programm zur Botschaft. A short history (1886–2008) of the German Society of Gynecology and Obstetrics reviewing its 57 congresses. 2. Auflage 2008. Deutsche Gesellschaft für Gynäkologie und Geburtshilfe, ISBN 3-00-009676-0

## Auszeichnungen
- Staude-Pfannenstiel-Preis der Norddeutschen Gesellschaft für Gynäkologie und Geburtshilfe (1985)
- Deutscher Krebspreis (1992)
- Wilhelm-Warner-Preis für Krebsforschung (2006)
- Ehrendoktorwürde der Kasachischen Nationalen Medizinische Universität (2007)
- Fellow des Royal College of Obstetricians and Gynaecologists (2008)
- Gunther-Bastert-Preis (2009)
- Karl-Heinrich-Bauer-Medaille (2011)
- Carl-Kaufmann-Medaille der Deutschen Gesellschaft für Gynäkologie und Geburtshilfe (2016)[3]